# João Vaz Serra de Moura
João Carlos Vaz Serra de Moura (Estarreja, 1937 — 16 de outubro de 2016) foi um advogado e político português. Ocupou o cargo de Ministro da Qualidade de Vida no VII Governo Constitucional, Secretário de Estado dos Desportos e Secretário de Estado Adjunto do Ministro de Estado e da Qualidade de Vida no VIII Governo Constitucional.
Após o 25 de Abril de 1974 assinou dois documentos de apoio á Junta de Salvação Nacional na qualidade de dirigente monárquico.
Escreveu «Justiça igual para todos ou um país a saque».

## Funções governamentais exercidas
- VII Governo Constitucional
  - Ministro da Qualidade de Vida

- VIII Governo Constitucional
  - Secretário de Estado dos Desportos
  - Secretário de Estado Adjunto do Ministro de Estado e da Qualidade de Vida